# Quinton Aaron
Quinton Aaron (Nueva York, 15 de agosto de 1984) es un actor estadounidense, cuyo primer papel protagonista fue el del jugador de fútbol Michael Oher en el drama The Blind Side (2009).

## Vida privada
Quinton Aaron nació en el barrio Bronx (Estados Unidos) y creció en Georgia, donde vivió con su madre Laura Aaron, escritora de la novela Leave Me Alone publicada por AuthorHouse bajo el nombre artístico de L.A Aaron. Quinton comenzó a cantar a una edad temprana. Con 9 años Quinton se bautizó y se unió al coro de la iglesia como cantante mudo, finalmente sería un miembro destacado del coro. Su debut como actor se produjo en la obra de Navidad.
Destacar la gran altura del actor con 2,03m. Esta altura le hizo perfecto para el papel de Michael Oher en The Blind Side (2009).

## Carrera
Quinton hizo su debut en el cine con la cinta Be Kind Rewind (2008) protagonizada por Mos Def y Jack Black. También intervino en la película Fighting (2009) protagonizada por Channing Tatum y Terrence Howard.
En televisión ha participado en series como la exitosa Ley y Orden: Unidad de Víctimas Especiales (1999) en la temporada 17, en dos episodios, interpretando en ambos a agentes de seguridad. En 2010 volvió a participar en dicha serie en un nuevo episodio.
Su primer papel protagonista para la gran pantalla se produjo con el drama The Blind Side (2009) protagonizado por Sandra Bullock, en el que interpretaba a Michael Oher, el famoso jugador de fútbol. Dirigida por John Lee Hancock y basada en la novela The Blind Side: The Evolution of a Game, escrita por Michael Lewis. La cinta estuvo nominada al Óscar a la mejor película.

## Filmografía

### Cine
| Año  | Título                                    | Personaje        | Notas         |
| ---- | ----------------------------------------- | ---------------- | ------------- |
| 2006 | Feliz Navidad                             | Vocalista        | No acreditado |
| 2007 | I Hate Black People                       | Bar Patron       | Corto         |
| 2008 | Be Kind Rewind                            | Q                |               |
| 2009 | Mr. Brooklyn                              | Jefferson        | Corto         |
| 2009 | The Ministers                             | Perp             | No acreditado |
| 2009 | The Blind Side                            | Michael Oher     |               |
| 2009 | Cred                                      |                  | Corto         |
| 2012 | Rebel                                     | Qutub            | Corto         |
| 2013 | Paranormal Movie                          | Él mismo         |               |
| 2013 | 1982                                      | Turtle           |               |
| 2013 | Nameless                                  | Driver           | Corto         |
| 2014 | The Appearing                             | Kenneth          |               |
| 2014 | Left Behind                               | Simon            |               |
| 2015 | My Favorite Five                          | T.I.             |               |
| 2015 | Dancer and the Dame                       | Louis            |               |
| 2016 | Mothers and Daughters                     | Dr. Hamilton     |               |
| 2016 | Traded                                    | Silas            |               |
| 2016 | My First Miracle                          | Brandon          |               |
| 2016 | Greater                                   | Entrenador Aaron |               |
| 2016 | Extraction: Genesis                       | Blade            |               |
| 2016 | Hero of the Underworld                    | Tino             |               |
| 2016 | Halfway                                   | Byron            |               |
| 2017 | It's Not My Fault and I Don't Care Anyway | Brian Calhoun    |               |
| 2017 | Jason's Letter                            | Troy James Sr.   |               |
| 2017 | Busy Day                                  | Ivan             | Corto         |
| 2017 | Rock Paper Dead                           | Joe              |               |
| 2017 | Justice                                   | Benjamin         | Movie         |
| 2018 | The Second Coming of Christ               | Michael          |               |
| 2018 | Bad Company                               | Damen            |               |
| 2018 | Fishbowl California                       | Rad Chad         |               |
| 2021 | Trail Blazers                             | Dallas           |               |

### Televisión
| Año  | Título                            | Personaje      | Notas                             |
| ---- | --------------------------------- | -------------- | --------------------------------- |
| 2007 | Law & Order                       |                | No acreditado (T 17, Epi 18 y 19) |
| 2008 | Play or Be Played                 | Guardaespaldas | Película de televisión            |
| 2010 | Law & Order: Special Victims Unit | Damien Woods   | (T 11, Epi 17)                    |
| 2010 | Mercy                             |                | (T 1, Epi 20)                     |
| 2011 | One Tree Hill                     | Tommy          | (T 8, Epi 14 y 17)                |
| 2011 | Harry's Law                       | Brian Jones    | (T 1, Epi 12)                     |
| 2011 | Drop Dead Diva                    | Jacob Campbell | (T 3, Epi 12)                     |

## Premios y nominaciones
| Año  | Otorga             | Premio                        | Trabajo        | Resultado |
| ---- | ------------------ | ----------------------------- | -------------- | --------- |
| 2009 | Black Reel Award   | Best Breakthrough Performance | The Blind Side | Nominado  |
| 2010 | Teen Choice Awards | Breakout Male Actor           | The Blind Side | Nominado  |
| 2010 | MTV Movie Awards   | Best Breakout Star            | The Blind Side | Nominado  |